# Santa María del Oro (Jalisco)
Santa María del Oro è un comune del Messico, situato nello stato di Jalisco.